# Managua (stad)
Managua (volledige naam: Leal Villa de Santiago de Managua) is zowel de hoofdstad als de grootste stad van Nicaragua en hoofdplaats van het gelijknamige departement. De stad is gelegen op de zuidoever van het Meer van Managua en strekt zich ongeveer over een lengte van 25 kilometer langs dit meer uit. In 2015 telde de gemeente (municipio) 1.039.000 inwoners, waarvan ongeveer 97 procent in urbaan gebied (área de residencia urbano) woont.
De stad heeft de bijnaam Novia del Xolotlán (Nederlands: De Bruid van Xolotlán); Xolotlán verwijst naar de andere naam van het Managuameer, namelijk het Xolotlánmeer.

## Toponymie
De naam Managua komt van het begrip Mana-ahuac, dat in het Nahuatl 'grenzend aan water' betekent. Managua grenst namelijk aan het groot Xolotlánmeer en binnen de stad zelf liggen ook nog vier kleinere meren.

## Geschiedenis

### Van indianendorp tot hoofdstad
Op de plek van Managua lag oorspronkelijk een indiaanse nederzetting met de naam Managuac. In 1819 werd daar de stad Managua gesticht onder de officiële naam 'Leal Villa de Santiago de Managua'. In 1852 kreeg de stad de status van hoofdstad, om de rivaliteit hieromtrent tussen de steden Granada en León op te lossen.

### Rampen in de stad

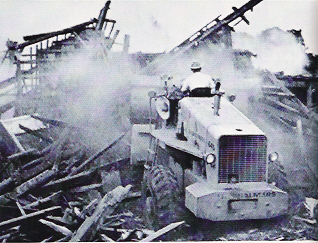
Puin dat opgeruimd werd na de aardbeving van 1972

In maart 1931 werd een groot deel van de stad verwoest door een aardbeving. Op 23 december 1972 overkwam de stad weer hetzelfde, waardoor ruim tienduizend mensen overleden en vijfhonderdduizend mensen dakloos werden. Het grootste deel van de stad, waaronder het centrum, werd weggevaagd.
De nasleep van deze aardbeving betekende het einde van de loyaliteit jegens het regime van Anastasio Somoza Debayle, want de familie Somoza soupeerde de helft van de internationale hulpgelden die werden gestuurd zelf op en het centrum van Managua werd nooit herbouwd. De bevolking van Managua trok vervolgens naar de gebieden in de periferie en naar andere steden in het land. Managua kreeg daardoor een uiterlijk tegengesteld aan de meeste grote steden in Midden-Amerika: de rijkere klassen woonden aan de rand van de stad, terwijl de armen bivakkeerden in de ruïnes van het centrum.
In 1979 leed de stad opnieuw grote schade, als gevolg van bombardementen en militaire acties tijdens de burgeroorlog in Nicaragua.

### Opbouw in de jaren negentig
Gedurende de jaren negentig, na de burgeroorlog, wist de stad zich weer te ontwikkelen tot een moderne stad met een bruikbare infrastructuur. Toch zijn er nog wel wat problemen te slechten. Zo is het de stad met de grootste bevolkingsdichtheid in het land. Zo'n 41% van de stedelijke bevolking van Nicaragua bevindt zich in Managua. Het onderwijsniveau in de stad is echter niet hoog. Ruim 45% van de bevolking van Managua heeft hooguit lagere school genoten, terwijl slechts 11% een vorm van hoger onderwijs heeft afgerond. De bevolkingsomvang groeit snel, hetgeen leidt tot problemen op het gebied van hygiëne en eerste levensbehoeften.
De stad is bovendien gelegen in een geografisch gebied dat zeer gevoelig is voor aardbevingen, orkanen en overstromingen. Zo werd de stad in 1998 getroffen door de orkaan Mitch.

## Geografie

Luchtfoto van Managua met het Managuameer daarboven

De gemeente omvat 267 km² en met 1.039.000 inwoners heeft het een bevolkingsdichtheid van 3892 inwoners per vierkante kilometer.
Ten noordwesten van de stad ligt de vulkaan Apoyeque en direct ten westen de Nejapa-Miraflores.

### Meren en lagunes

#### Managuameer
Managua ligt aan de zuidoever van het Managuameer. Dit meer is sterk vervuild, omdat het rioolwater van de stad sinds 1927 direct, zonder eerst gezuiverd te worden, in het meer werd geloosd. Hierdoor is het meer zo goed als dood. Om de vervuiling tegen te gaan, heeft de regering besloten om een zuiveringsinstallatie te bouwen. De installatie werd in februari 2009 in gebruik genomen en moet uiteindelijk 180.000 kubieke meter water zuiveren per dag. Hiermee is het de grootste zuiveringsinstallatie in Midden-Amerika. Het project kostte in totaal 80 miljoen Amerikaanse dollar en werd voor een groot deel gefinancierd door de Duitse overheid. De verwachtingen zijn dat het daarna zeker 50 jaar duurt voordat het meer weer schoon is.

#### Kleinere lagunes

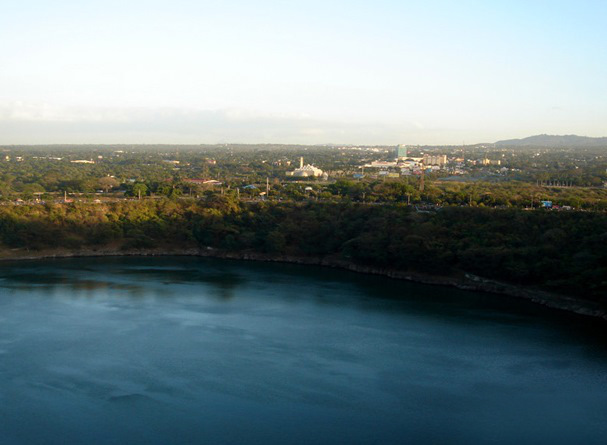
Uitzicht op de Tiscapalagune

Buiten het Managuameer liggen er in de stad zelf vier kleinere lagunes. De grootste van deze vier lagunes is met een oppervlakte van 1,5 km² de Asososcalagune (Laguna de Asososca), deze ligt in het westen van de stad dicht bij Ciudad Sandino. Het meer is een belangrijke drinkwatervoorziening voor zowel de stad als de omliggende dorpen.
De Tiscapalagune (Laguna de Tiscapa) ligt in het centrum van de stad en is tevens een beschermd gebied en natuurreservaat. Het meer is zo'n 10.000 jaar geleden ontstaan uit een kratermeer van een vulkaan en heeft een oppervlakte van ongeveer 15 hectare.
De Nejapalagune (Laguna de Nejapa) bevindt zich in het zuidwesten van de stad onder de Asososcalagune. De lagune heeft een oppervlakt van 23 hectare en heeft een gemiddelde diepte van 2,65 meter.
Tot slot is er nog de Acahualincalagune (Laguna de Acahualinca) in het noordwesten van de stad bij La Chureca, de vuilnisbelt van de stad. Het meer heeft een oppervlakte van 5 hectare.

### Bestuurlijke indeling
Managua is opgedeeld in zeven districten (Spaans: distritos), namelijk district I, II, III, IV, V, VI en VII. Tussen 2000 en 2009 waren er vijf districten, district I en VII ontbraken toen namelijk. Deze twee districten zijn in 2009 gevormd uit de andere districten. Daarvoor waren er ook zeven districten, maar op 11 januari 2000 werd het oude district I omgevormd tot de gemeente Ciudad Sandino en het oude district VII tot de gemeente El Crucero. Verder bestaan deze districten in totaal uit 596 stedelijke buurten en 15 landelijke delen.

De zeven districten van Managua

### Aangrenzende gemeenten
| Aangrenzende gemeenten              | Aangrenzende gemeenten | Aangrenzende gemeenten | Aangrenzende gemeenten | Aangrenzende gemeenten |
| ----------------------------------- | ---------------------- | ---------------------- | ---------------------- | ---------------------- |
|                                     |                        |                        |                        |                        |
|                                     |                        |                        |                        |                        |
| Ciudad Sandino Villa Carlos Fonseca | Tipitapa               |                        |                        |                        |
|                                     |                        |                        |                        |                        |
|                                     |                        | El Crucero             |                        | Ticuantepe Nindirí     |

### Klimaat
Managua heeft een tropisch savanneklimaat, een zogenaamd Aw-klimaat volgens het klimaatsysteem van Köppen, net als een groot deel van het westen van Nicaragua. Dit betekent dat er in de winter een droge periode is waarin het bijna niet regent; deze duurt in Managua van november tot april. Maar jaarlijks valt er 1204 millimeter neerslag, meer dan in bijvoorbeeld Amsterdam of Brussel, omdat er in de overige zes maanden ongeveer 15 keer zoveel regen valt. De gemiddelde temperatuur door het hele jaar verschilt tussen de 27 en 32 °C.
| Maand                       | jan  | feb  | mrt  | apr  | mei  | jun  | jul  | aug  | sep  | okt  | nov  | dec  | Jaar  |
| --------------------------- | ---- | ---- | ---- | ---- | ---- | ---- | ---- | ---- | ---- | ---- | ---- | ---- | ----- |
| Gemiddeld maximum (°C)      | 31   | 32,1 | 33,6 | 34,3 | 34   | 31,4 | 30,9 | 31,4 | 30,3 | 30,8 | 30,6 | 30,8 | 31,8  |
| Gemiddeld minimum (°C)      | 20,4 | 20,6 | 21,7 | 22,6 | 23,4 | 23,0 | 22,6 | 22,4 | 22,2 | 22,1 | 20,9 | 20   | 21,8  |
|                             |      |      |      |      |      |      |      |      |      |      |      |      |       |
| Neerslag (mm)               | 9    | 5    | 3    | 8    | 130  | 224  | 144  | 136  | 215  | 280  | 42   | 8    | 1.204 |
| Bron: Wetter Spiegel online |      |      |      |      |      |      |      |      |      |      |      |      |       |

## Bezienswaardigheden

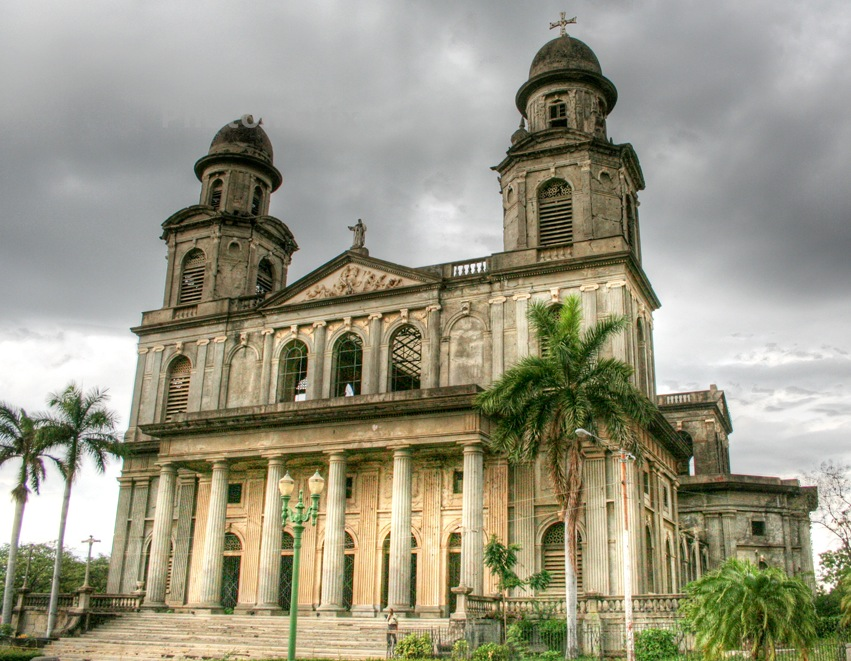
De Oude Kathedraal (1926)

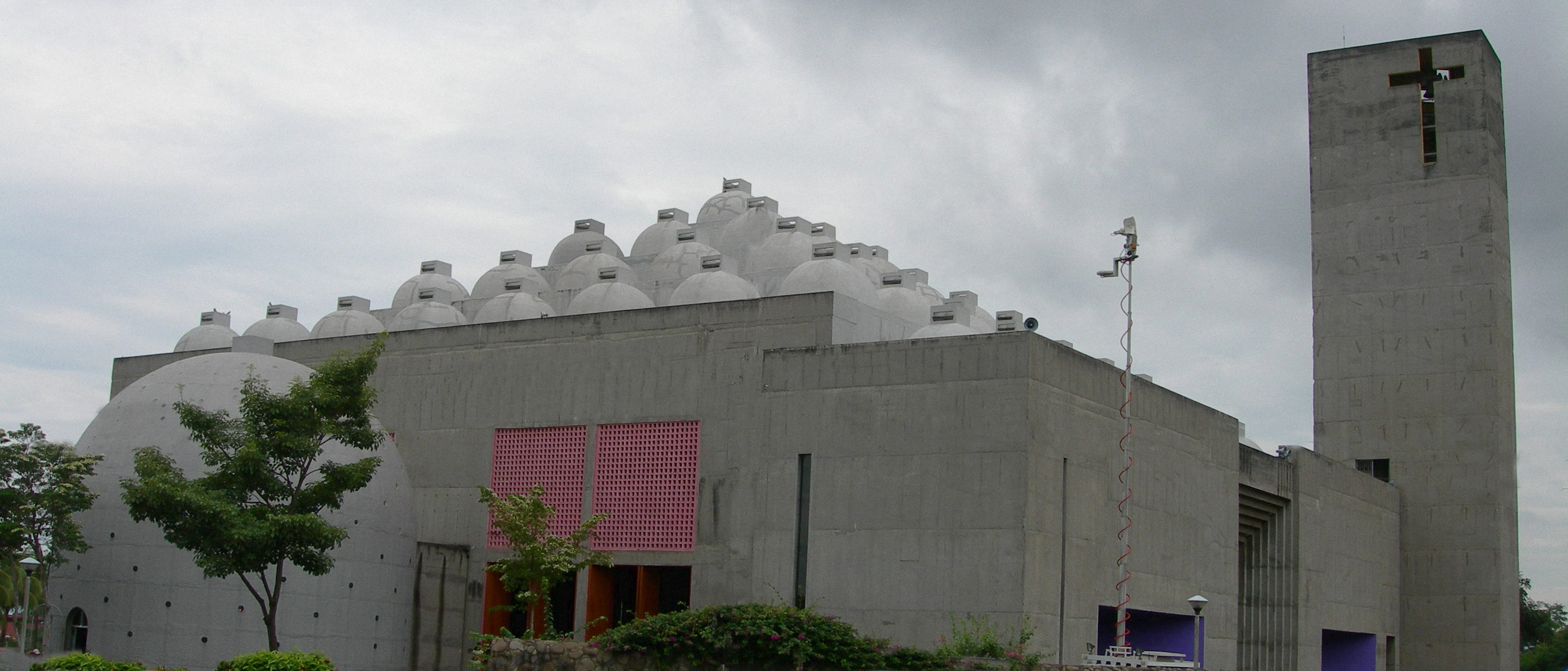
De Nieuwe Kathedraal (1992)l

### Plaza de la Revolución
Het Plaza de la Revolución (Plein van de Revolutie), vroeger bekend als het Plaza de la República (Plein van de Republiek), bevindt zich in het historische centrum van Managua nabij het Managuameer. Het centrum van de stad is vernietigd door de aardbeving van 1972 en tot op heden niet herbouwd. Rondom het plein liggen enkele belangrijke gebouwen, zoals de Oude Kathedraal, het Rubén Darío Nationaal Theater en het Nationaal Paleis.

### Kathedralen van Managua
Managua heeft twee 20e-eeuwse kathedralen. De Oude Kathedraal van Managua, in het Spaans ook wel bekend als Catedral de Santiago, is een kathedraal (1926) in het stadscentrum. De kerk ligt aan het Plaza de la Revolución en is gebaseerd op de Saint-Sulpice in Parijs. Het gebouw is ontworpen door Pablo Dambach en vanuit België per schip naar Managua vervoerd. De bouw van de kathedraal, ter vervanging van een oudere kerk uit de jaren 1700, was nodig door de oprichting van het aartsbisdom Managua in 1913. Kort na de opening was er een aardbeving in 1931 maar de kerk heeft het weten te doorstaan. Tijdens de aardbeving van 1972 raakte de kerk ernstig beschadigd. Door de opgelopen schade was de kerk niet meer bruikbaar en heeft men de Nieuwe Kathedraal gebouwd. Deze ligt aan de rand van de stad. Zij is in modernistische stijl en werd in 1992 in gebruik genomen. De officiële naam is Catedral Metropolitana Inmaculada Concepción de María.

## Onderwijs en onderzoek
In Managua is de Centraal-Amerikaanse Universiteit (Universidad Centroamericana) gevestigd, met onder meer het daaraan gelieerde
Instituut voor de Geschiedenis van Nicaragua en Centraal-Amerika (Instituto de Historia de Nicaragua y Centroamérica).

## Verkeer en vervoer

### Wegen
Managua is het belangrijkste wegenknooppunt van Nicaragua, veel hoofdwegen komen er samen. De Carretera Panamericana komt vanuit het noordenoosten de stad binnen en verbindt Managua zo met Tipitapa, de centrale en noordelijke departementen en uiteindelijk Honduras. Deze weg verlaat de stad weer in het zuiden en vormt zo een verbinding met El Crucero, de zuidwestelijke departementen en Costa Rica. Managua is door de Carratera a León verbonden met León en de noordwestelijke departementen. De Carratera a Masaya is de weg naar Masaya, Granada en hun gelijknamige departementen.
Het wegennet van de stad zelf bestaat uit 1.496 km weg, waarvan 1190 km verhard is.

#### Busverkeer
De bus is in zowel Managua als in de rest van het land de belangrijkste manier van openbaar vervoer, aangezien er sinds 2001 geen treinen meer rijden over de spoorwegen.

### Luchtverkeer
De stad wordt bediend door Aeropuerto Internacional Augusto C. Sandino.

## Bekende inwoners

### Geboren in Managua
- Arnoldo Alemán (1946), president van Nicaragua (1997-2002)
- Gioconda Belli (1948), schrijfster
- Alexis Arguello (1952–2009), bokser
- Claudia Poll (1972), Costa Ricaans zwemster en olympisch kampioene in 1996

### Bekende (ex-)inwoners van Managua
- Concepción Palacios Herrera (1893-1981), arts en activist

## Stedenbanden
Managua heeft stedenbanden (gehad) met:
| - Amsterdam (Nederland), van 1984 tot 2013 - Caracas (Venezuela), sinds 1997 - Curitiba (Brazilië), sinds 2000 - Havanna (Cuba), sinds 2008 - Los Angeles (Verenigde Staten) - Madrid (Spanje), sinds 1982 - Miami (Verenigde Staten), sinds 1991 - Panama-Stad (Panama) | - Quito (Ecuador), sinds 1997 - Reus (Spanje) - Rio de Janeiro (Brazilië), sinds 2001 - San Salvador (El Salvador) - Santiago (Chili) - Santo Domingo (Dominicaanse Republiek), sinds 2007 - Taipei (Taiwan), sinds 1992 - Valencia (Spanje) |